# Űrugrás
Az űrugrás vagy szuborbitális repülés során az azt végző objektum ballisztikus pályán eléri a világűrt, de nem áll pályára a Föld körül, mert sebessége nem éri el az első kozmikus sebességet.

## Történet
Az első amerikai, ember vezette űrhajók nem kerülték meg a Földet, hanem ágyúgolyóhoz hasonló módon, ballisztikus pályán rövid időre kijutottak a világűrbe, majd 300-400 kilométerre a starthelytől visszatértek, illetve leszálltak. Az űrugrást végző testeket nem tekintik űrobjektumoknak.
Emberes űrugrások 100 km felett:
|   | Dátum                | Küldetés                | Személyzet                    | Ország      |
| - | -------------------- | ----------------------- | ----------------------------- | ----------- |
| 1 | 1961. május 5.       | Mercury–Redstone–3      | Alan Shepard                  | USA         |
| 2 | 1961. július 21.     | Mercury-Redstone 4      | Virgil Grissom                | USA         |
| 3 | 1963. július 19.     | X-15 Flight 90          | Joseph A. Walker              | USA         |
| 4 | 1963. augusztus 22.  | X-15 Flight 91          | Joseph A. Walker              | USA         |
| 5 | 1975. április 5.     | Szojuz–18A              | Vaszilij Lazarev Oleg Makarov | Szovjetunió |
| 6 | 2004. június 21.     | SpaceShipOne flight 15P | Mike Melvill                  | USA         |
| 7 | 2004. szeptember 29. | SpaceShipOne flight 16P | Mike Melvill                  | USA         |
| 8 | 2004. október 4.     | SpaceShipOne flight 17P | Brian Binnie                  | USA         |